# پاپا: همینگوی در کوبا
پاپا: همینگوی در کوبا (به انگلیسی: Papa: Hemingway in Cuba) فیلمی محصول سال ۲۰۱۵ و به کارگردانی باب یاری است. در این فیلم بازیگرانی همچون جووانی ریبیسی، جولی ریچاردسون، آدریان اسپارکس، مینکا کلی، جیمز رمار، شان توب و ماریل همینگوی ایفای نقش کرده‌اند.